# Gazdag László (bábművész)
Gazdag László (Tiszavasvári, 1959. január 14. –) magyar bábművész, színész.

## Életpályája
Tiszavasváriban született, 1959. január 14-én. Középiskolai tanulmányait Szerencsen, a Bocskai Gimnáziumban végezte. A Bábszínészképző Tanfolyamot 1983-ban végezte el. Bábszínészként pályáját az Állami Bábszínházban kezdte. Megalakulásától, 1992-től a Kolibri Színház társulatának művésze.

## Fontosabb színházi szerepeiből
- Hegedüs Géza – Tarbay Ede: A csodaszarvas népe... Sámán; Ménrót
- Arany János – Gáli József: Rózsa és Ibolya.. Rózsa, földi királyfi
- Urbán Gyula: Hupikék Péter... Kandúr Kázmér
- Balogh Géza:  Doktor Faust... Doktor Faust
- Tóth Judit: A repülő kastély... Almabéka
- Nyina Vlagyimirovna Gernet – Bánd Anna – Devecseri Gábor: Aladdin csodalámpája... Aladdin
- L. Frank Baum – Tótfalusi István: Óz, a nagy varázsló... A gyáva oroszlán
- Monthy Phyton: Megyeri gyalog galopp... Arthur
- Ady Endre – Weöres Sándor: Betlehemes játék, Profán misztérium... Első pásztor
- Szomory Dezső: Incidens az Ingeborg hangversenyen... Riporter
- Lengyel Menyhért: Az árny... Pécsi, színész
- Howard Ashman: Rémségek kicsiny boltja... Ódriket, a növény (mozgatója)
- Erich Kästner – Horváth Péter: Május 35... Ringeluth bácsi
- Kovács Ildikó – Dan Handoreanu: Adjátok vissza Pinocchiót!... Vidámpark-igazgató
- Béres Attila: Szia, szia Szaurusz!... Betonkéz
- Nemes Nagy Ágnes: Bors néni... Titilla
- William Shakespeare – William Rowley: Merlin születése, avagy a gyermek meglelte atyját... Uter Pendragon Herceg, Aurelius öccse
- William Shakespeare: Hamlet... Polonius
- Horváth Péter: A farkas szempillái... Borz; Majom; Macskalány; Szamuráj

## Filmek, tv
- Balogh Géza: A Dús király madara (1988)
- Békés József: Csodakút
- Sobri, ponyvafilm (2002)

## Díjai, elismerései
- Balajthy Andor vándorgyűrű (1990)
- Tv-nívódíj (1991)
- Kolibri Úr (1997, 2002.)